# Ferreyra dos Santos
Luiz Alberto Ferreyra dos Santos (Recife, 22 de abril de 1902 — Recife, 3 de agosto de 1985) foi um médico, farmacêutico, professor, artista plástico e poeta brasileiro.
Formou-se em Odontologia, Farmácia e Medicina em 1934.

## Atividade docente
- Professor de Literatura no Ginásio Pernambucano;
- Professor de Ginecologia na Faculdade de Medicina do Recife.
- Professor Catedrático de Farmacognósia na Faculdade de Farmácia da Universidade Federal de Pernambuco.

## Atividades artísticas
Ferreyra dos Santos participou de várias exposições de pintura e escultura.

## Livros publicados
- No Caminho do Tempo
- Folhas Esparsas (1919);
- Fogo (1926);
- Romantismo (1932);
- Inevitavelmente depois (1962);
- Há uma estrela no céu (1965);[1]
- Ronda das Horas (publicado em 1986).
- Suavidade
- Cortina (2015)

## Colaborações
Foi letrista de canções, em parceria com Capiba, sendo a mais famosa a Valsa verde, feita para ser tocada na festa de sua formatura, que foi depois tocada em formaturas de medicina por alguns anos. Também com Capiba compôs o frevo De chapéu de sol aberto, até hoje cantado no carnaval pernambucano.

## Entidades literárias
- Fundador da regional pernambucana da Sociedade Brasileira de Escritores Médicos, fazendo parte de sua primeira diretoria, como secretário.
- Fundador da Academia de Artes e Letras de Pernambuco, ocupando a cadeira número 1;
- Fundador da regional piauiense da Sociedade Brasileira de Escritores Médicos, na qualidade de presidente nacional da entidade.
- Fundador da Academia Pernambucana de Medicina.

## Patrono
Ferreyra dos Santos é patrono da cadeira 36 da Academia Goianiense de Letras, cuja fundadora é a escritora Sandra Lúcia Ferreira dos Santos.

## Referência bibliográfica
- BARRETO, Luiz de Gonzaga Braga. Fragmentos de uma história. Recife: Nagrafil Gráfica & Editora, 2000
- BEGLIOMINI, Helio. Tributo à Sobrames 1965 - 2000. São Paulo: CLR Balieiro, 1999
- SOARES, Luiz Alberto Fernandes; BEGLIOMINI, Helio. Galeria fotográfica dos presidentes da Sobrames nacional. Porto Alegre: Editora dos Autores Médicos, 2001.

## Outras referências
1. ↑  Há uma estrela no céu
2. ↑  Valsa Verde
3. ↑  Casa do Choro
4. ↑  A Batalha, 5 de junho de 1932, pág 4
5. ↑  Academia Goianiense de Letras